# آهوجار
آهوجار یک روستا در شهرک آزادی در شهر یاوان تاجیکستان است. از آهوجار تا مرکز شهرک ۵ کیلومتر و تا مرکز شهر هم ۵ کیلومتر است. جمعیت این روستا ۱۲۳۳ نفر است. (۲۰۱۷)